# Gare de Kaizuka (Osaka)
La gare de Kaizuka (貝塚駅, Kaizuka-eki) est une gare ferroviaire de la ville de Kaizuka, dans la préfecture d'Osaka au Japon. Elle est exploitée par les compagnies Nankai et Mizuma Railway.

## Situation ferroviaire
La gare de Kaizuka est située au point kilométrique (PK) 28,6 de la ligne principale Nankai. Elle marque le début de la ligne Mizuma.

## Histoire
La gare a été inaugurée le 1er octobre 1897.

## Service des voyageurs

### Accueil
La gare dispose d'un bâtiment voyageurs ouvert tous les jours, avec des guichets et des automates pour l'achat de titres de transport.

### Desserte

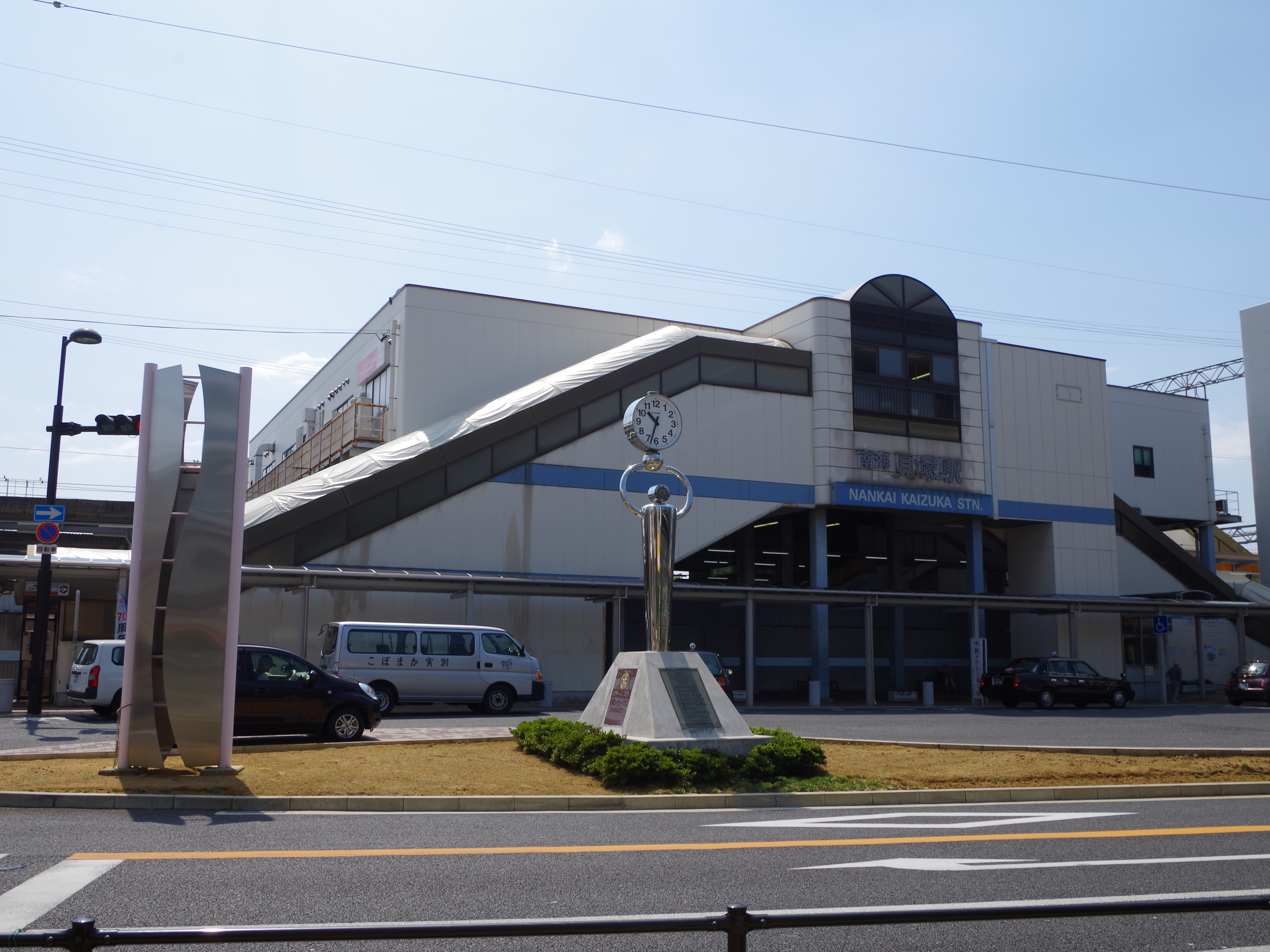
Vue de la partie Nankai de la gare.

#### Nankai
- Ligne principale Nankai :
  - voies 1 et 2 : direction Wakayamashi
  - voies 3 et 4 : direction Kishiwada, Sakai et Namba

#### Mizuma Railway
- Ligne Mizuma :
  - voies 1 et 2 : direction Mizuma Kannon

## À proximité
- sanctuaire Kanda-jinja (感田神社)
- temple Gansen-ji (願泉寺）